# Ódor Kristóf
Ódor Kristóf (Pécs, 1988. augusztus 21. –) magyar színész.

## Életpályája
Gyermekkorát szülővárosában töltötte. A Leőwey Klára Gimnáziumban érettségizett. Elsőre nem vették fel a színművészetire, ezért egy évet az Új Színház stúdiójában töltött. 2013-ban végzett a Színház- és Filmművészeti Egyetemen, zenés színész szakon. 2012–2015 között a Miskolci Nemzeti Színházban játszott, majd 2015–2017 között a Budaörsi Latinovits Színház tagja volt. 2017-től a Centrál Színház színésze. 2018-ban műsorvezetőként is kipróbálta magát a FEM3 című csatornán.

## Fontosabb színházi szerepei
- Molnár Ferenc: Delila (Berényi) – 2017/2018
- Henrik Ibsen: Kísértetek (Osvald Alving, A Fia) – 2017/2018
- Joe Dipietro – Jimmy Roberts: Ájlávjú (Szereplő) – 2017/2018
- Mihail Jurjevics Lermontov: Álarcosbál ( Zvjozgyics Herceg) – 2016/2017
- Örkény István: Macskajáték (Józsi) – 2016/2017
- Thomas Middleton – William Rowley: Maskarák (Alsemero, Nemes, Később Beatrice Férje) – 2016/2017
- Alfonso Paso: Hazudj Inkább, Kedvesem! (Rendőr) – 2016/2017
- Friedrich Dürrenmatt: A Nagy Romulus (Isauriai Zénó, Keletrómai Császár) – 2015/2016
- Carlo Collodi – Litvai Nelli: Pinokkió (Róka) – 2015/2016
- William Shakespeare: Rómeó És Júlia (Mercutio, A Herceg Rokona, Romeo Barátja) – 2015/2016
- Békeffi István – Egri-Halász Imre – Eisemann Mihály: Egy Csók És Más Semmi (Péter) – 2015/2016
- Kacsóh Pongrác – Bakonyi Károly – Heltai Jenő: János Vitéz (Kukorica János) – 2015/2016
- Stephen Schwartz: Godspell (Júdás) – 2015/2016
- Deres Péter – Máthé Zsolt – Nagy Nándor: Robin Hood (Much) – 2014/2015
- László Miklós: Illatszertár (Kádár Úr) – 2014/2015
- Lehár Ferenc: A Víg Özvegy (Gr. Danilovics Daniló, Követségi Titkár) – 2014/2015
- William Shakespeare: Iv. Henrik (Pistol) – 2014/2015
- 100 Év Orfeum (Kristóf) – 2013/2014
- Georg Büchner: Woyzeck (Andres ) – 2013/2014
- Musikal Történetek (Szereplő) – 2013/2014
- Bródy Sándor: A Tanítónő (Lovászinas) – 2013/2014
- Martos Ferenc – Huszka Jenő: Lili Bárónő (Remeteházi Galambos Frédi) – 2013/2014
- Martos Ferenc – Huszka Jenő: Lili Bárónő (Remeteházi Galambos Frédi) – 2012/2013
- „Még Jó, Hogy Vannak Jambusok...” (Szereplő) – 2012/2013
- Presser Gábor – Sztevanovity Dusán – Horváth Péter: A Padlás (Herceg) – 2012/2013
- Móricz Zsigmond: Úri Muri (Kudora) – 2012/2013
- L. Frank Baum: Óz, A Nagy Varázsló (Bad, Bádogember) – 2012/2013
- Szőcs Artur – Deres Péter: Mi És Miskolc, Avagy 272307 Lépés A Város Felé (Szereplő) – 2012/2013
- Lépésről Lépésre (Don Kerr) – 2011/2012

## Filmes és televíziós szerepei
- Ketten Párizs ellen (2015) – Cirigli Jenő
- HHhH – Himmler agyát Heydrichnek hívják (2017) – SS katona
- Oltári csajok (2017) – Tompos Nándor
- 200 első randi (2018–2019) –  Szabó Tamás[13]
- Bogaras szülők (2018) – Sebi
- Foglyok (2019) – ÁVO-s
- Drága örökösök (2020) – Molylepke
- Doktor Balaton (2021) – nőgyógyász
- Keresztanyu (2021–2022) – sárkányrepülő-oktató
- A mi kis falunk (2021) – Szőllősi Árpád biciklis
- Nagykarácsony (2021) – Bártender pasija
- A Séf meg a többiek (2022) – ellenszenves vendég
- Gólkirályság (2023) – recepciós
- Cella – Letöltendő élet (2023) – Zalai Gábor
- A renitens (2024–) – orvosszakértő
- Most vagy soha! (2024) – olasz katona